# Remón de Castellazuelo
Remón de Castellazuelo (segles XII i xiii) fou bisbe de Saragossa.
Bisbe de Saragossa entre els anys 1185 i 1199, va continuar les obres de la Seu de Saragossa que havia iniciat el seu antecessor, consistents en mantenir la mesquita adaptada a l'ús cristià però edificant-ne un capçal cinc absis i una portalada flanquejada per dues torres de secció quadrada.
Va participar amb Pere el Gran en la campanya que va conduir a la primera conquesta del Racó d'Ademús el 1212, amb el Setge d'Al-Dāmūs i el Setge de Castellfabib.